# Aralkum

Die Entstehung der Aralkum

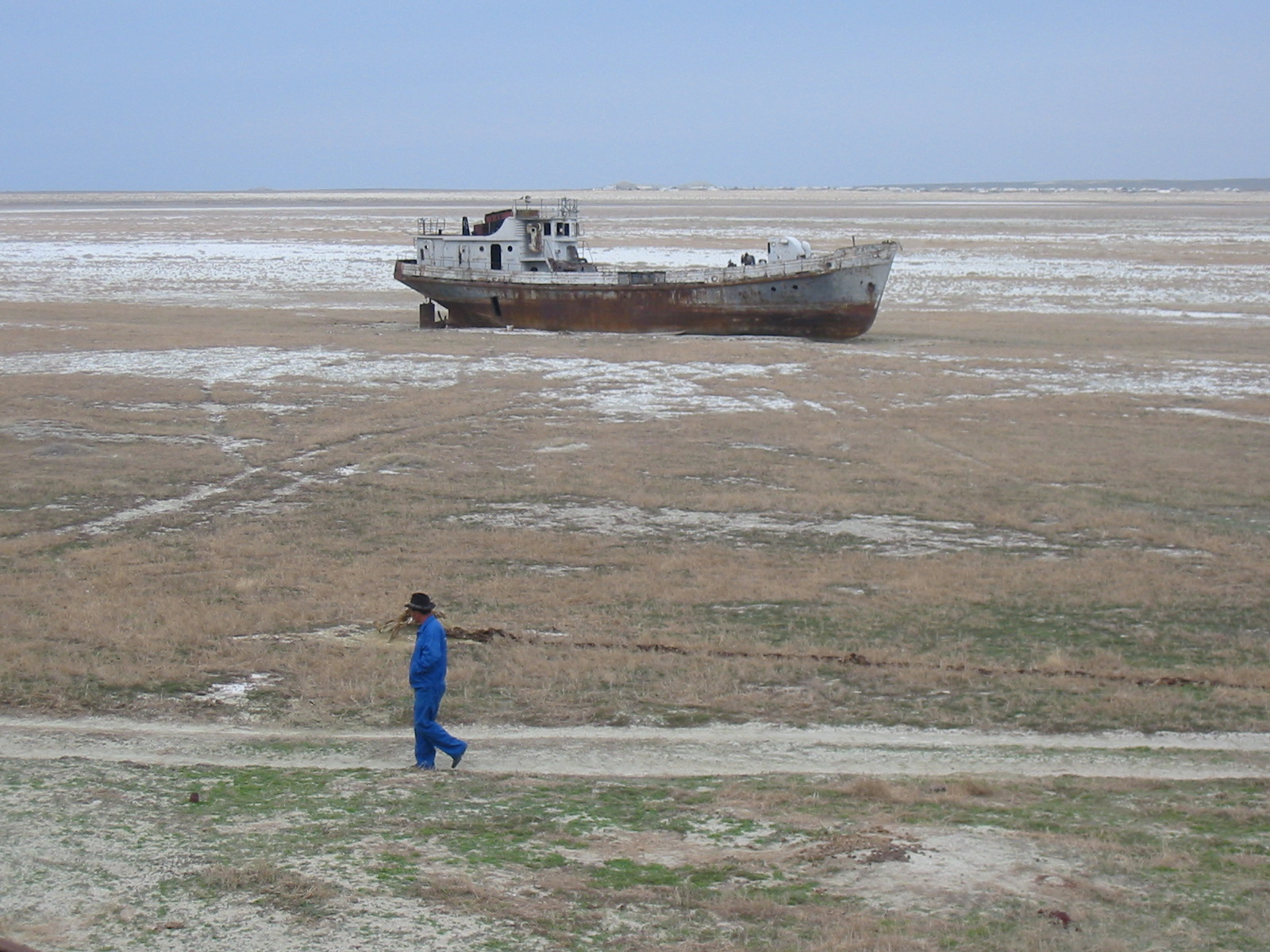
Verlandeter Bereich des Aralsees

Die Aralkum ist eine durch die Austrocknung des Aralsees entstandene Wüste, die an die Kysylkum und die Karakum grenzt, auf der Grenze zwischen Kasachstan und Usbekistan in Zentralasien. Sie bietet einen Lebensraum für Pflanzen und Tiere, jedoch zieht sich mit zunehmendem Rückgang der Uferzone und einsetzendem Wassermangel die Vegetation zurück und hinterlässt trockenes Wüstengebiet, welches Ausgangspunkt für Salz- und Sandstürme ist. Diese beeinflussen sowohl die Flora und Fauna im weiteren Umkreis als auch die Gesundheit der Menschen negativ.
Bisher gibt es nur wenige Forschungsbeiträge zur Aralkum, insbesondere als Lebensraum, da sie eine relativ neue Raumeinheit darstellt, jedoch befassen sich viele Arbeiten zum Thema des Aralsees auch mit dem ausgetrockneten Gebiet.

## Verwehung von Sand, Salz und Staub durch Stürme

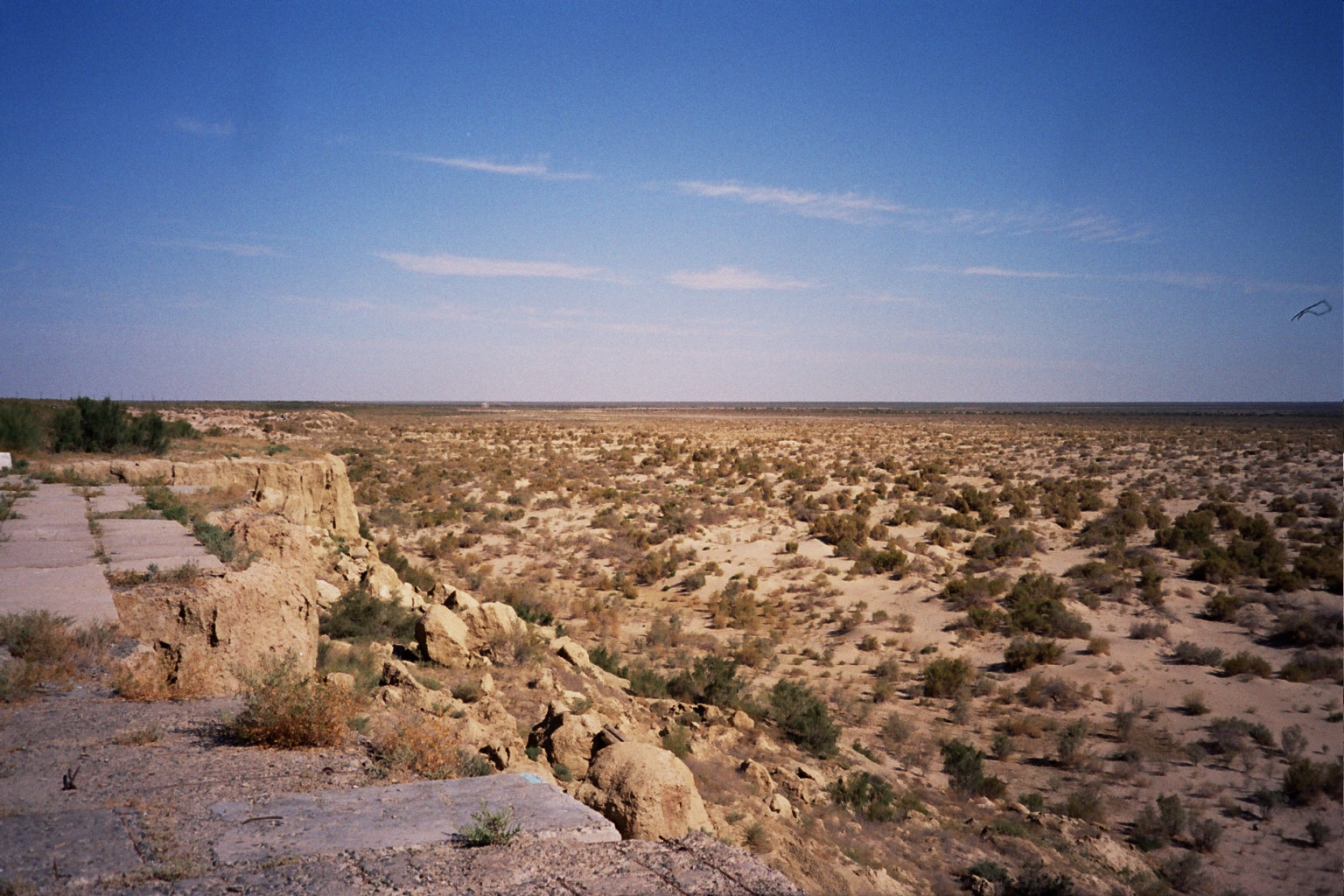
Verlandeter Bereich des Aralsees

Die sich zurückziehenden Küstenlinien des Aralsees hinterließen riesige Flächen ehemaligen Seebodens, die überwiegend von pulvrigen Salzkrusten und zu kleineren Teilen auch von Sand bedeckt sind. Diese oft vegetationslosen Ebenen sind zusammen mit dem trockenen Klima Ursache der immer häufiger auftretenden und stärker werdenden Sand- und Staubstürme. Traten vor der Aralseekatastrophe nicht einmal an 10 Tagen pro Jahr Staubstürme auf, taten sie es um die Jahrtausendwende schon an bis zu 90 Tagen im Jahr. Im Gegensatz zu lokal wirksamen Sandstürmen, gelangen Staubstürme, die Teilchen kleinerer Korngrößen transportieren, auch höher in die Atmosphäre und sind regional wirksam. Die entstehenden Staubwolken können bis zu 400 km lang und 40 km breit werden. So gelangen jährlich etwa 150 Mt Schluff, Tonteilchen, Salzstaub, sowie Herbizide, Pestizide, Schwermetalle und radioaktives Material in die Atmosphäre. Diese können über viele Hunderte von Kilometern transportiert und sogar in über 2000 km entfernten Gebieten, unter anderem in Belarus, im Himalaya und im Pazifischen sowie Arktischen Ozean nachgewiesen werden. Durch die in den Stürmen enthaltenen Salze werden die Abschmelzprozesse nahegelegener Gletscher um ein Vielfaches beschleunigt.

## Sukzession in der neu entstandenen Aralkum
Die aus trockengefallenem Seeboden bestehende Aralkum-Wüste, die eine Fläche von ungefähr 60 000 km² einnimmt, wird nacheinander von verschiedenen Pflanzenarten besiedelt.
Wenige Wochen nach dem Trockenfallen eines Gebiets wird dessen noch nasser und von Seegrasresten bedeckter Seegrund von blaugrünen Cyanobakterien überzogen.
Als Nächstes besiedeln salztolerante annuelle (einjährige) Pflanzen wie Salicornia, welche auch sonst wegen ihrer hohen Klimatoleranz auf zentralasiatischen Salzböden in Wüsten und Steppen verbreitet sind, die immer noch feuchten Flächen. Salicornia kann riesige Gebiete mit weniger als 30 cm hohen Dickichten bedecken, die sich im Herbst rot färben.
Danach kann es vor allem in trockenen Jahren zu vegetationslosen „Sukzessionswüsten“ kommen, die zwischen der Besiedlung von annuellen und perennen (mehrjährigen) Pflanzen auftreten. Folgen allerdings mehrere günstige feuchtere Jahre aufeinander, können sich Perenne und damit auch Sträucher etablieren.
Das Endstadium des Sukzessionsprozesses wird erst nach 30 bis 40 Jahren erreicht und kann vorher nicht eindeutig vorhergesagt werden. Inzwischen sind durch Fernverbreitung viele Pflanzen aus benachbarten Gebieten eingewandert: 368 Gefäßpflanzenarten aus den anliegenden Wüsten Karakum und Kysylkum sind inzwischen auch in der Aralkum zu finden. Und auch in Zukunft wird die Vegetation anderen bereits dem Klima angepassten zentralasiatischen Vegetationsformen ähneln.